# Rojales
Rojales (em castelhano e oficialmente) ou Rojals (em valenciano) é um município da Espanha na província de Alicante, Comunidade Valenciana. Tem 27,6 km² de área e em 2021 tinha 15 978 habitantes (densidade: 578,9 hab./km²).

## Demografia
| Variação demográfica do município entre 1991 e 2004 | Variação demográfica do município entre 1991 e 2004 | Variação demográfica do município entre 1991 e 2004 | Variação demográfica do município entre 1991 e 2004 |
| --------------------------------------------------- | --------------------------------------------------- | --------------------------------------------------- | --------------------------------------------------- |
| 1991                                                | 1996                                                | 2001                                                | 2004                                                |
| 5277                                                | 7195                                                | 8489                                                | 11657                                               |